# Time Is Money
Time Is Money (englisch für ‚Zeit ist Geld‘) ist ein deutscher Stummfilm aus dem Jahre 1923 unter Regie von Fred Sauer mit Grete Reinwald, Colette Corder und Heinz Salfner in den Hauptrollen. Der Film basiert auf dem Bühnenstück Mein Mann, der Jobber von Robert Heymann.

## Handlung
„Zeit ist Geld“, das ist der Rhythmus der unruhigen Zeit zu Beginn der 1920er Jahre. Von ihm wird auch der umtriebige Kaufmann Marc Arven getrieben, der sich ganz seiner Arbeit widmet und dabei seine deutlich jüngere Ehefrau Irene vernachlässigt. Arvens Arbeitsversessenheit ist jedoch ganz der Tatsache geschuldet, dass er seiner Frau jeden Wunsch erfüllen möchte, und sei dieser noch so kostspielig. Irene und er drohen dabei einander zu verlieren. Die liebenssehnsüchtige Gattin sieht sich daraufhin anderweitig um und glaubt in dem Lebemann Georg de Gobert einen Mann gefunden zu haben, der ihr das gibt, was sie am sehnlichsten benötigt: Liebe. Sie gibt dessen Werben nach … und benachrichtigt in einem anonymen Schreiben zugleich ihren Mann, dass er Konkurrenz bekommen hat, denn Irenes Untreue ist lediglich ein Hilfeschrei nach mehr Aufmerksamkeit in einer gefährdeten Ehe.
So platzt dementsprechend Marc Arven mitten in das brieflich avisierte Rendezvous seiner Gattin und de Goberts und fordert den Konkurrenten zum Duell heraus. Zum ausgemachten Zeitpunkt erscheint zwar Marc mitsamt Sekundanten, jedoch nicht der Nebenbuhler. Der Grund: Irene hatte ihn zum selben Zeitpunkt um ein letztes klärendes Gespräch gebeten und ihn künstlich lange aufgehalten, damit es zwischen den beiden Männern nicht zu einer Bluttat kommen kann. Als Marc zu Frau an Heim und Herd zurückkehrt, schnaubt er ihr gegenüber „Der Schuft ist nicht gekommen!“ Jetzt erst kann Irene freimütig gestehen, dass sie die angebliche Liaison zu de Gobert lediglich inszeniert habe, um ihren Ehemann daran zu erinnern, dass es durchaus mehr als nur die Arbeit gibt. Und eine Frau, so Irene, brauche Zeit und Geld! Marc Arven hat ein Einsehen, dass er sich ändern müsse, um seine Irene fortan zu halten. Er muss seinem Nebenbuhler sogar dankbar sein, dass dieser ihn zu dieser Einsicht gebracht habe.

## Produktionsnotizen
Time Is Money entstand Ende 1922 und passierte die Zensur am 28. Februar 1923. Die Uraufführung fiel auf den 19. Juli 1923 und fand in Berlins Marmorhaus statt. Der mit Jugendverbot belegte Fünfakter besaß eine Länge von 1784 Meter.
Die Filmbauten entwarf Fritz Lederer.

## Kritik
Der Filmbote dekretierte: „Gut inszeniert und von den Hauptdarstellern und Picha, in einer Episode, sehr wirksam dargestellt, löst dieser Film angenehme Wirkung aus.“